# Roman Królikowski
Roman Feliks Stanisław Antoni Poraj-Królikowski (ur. 7 października 1902 we Lwowie, zm. 23 lutego 1973 w Johannesburgu) – oficer piechoty Wojska Polskiego II RP, podpułkownik piechoty Polskich Sił Zbrojnych, dyplomata.

## Życiorys
Urodził się 7 października 1902 we Lwowie. U kresu I wojny światowej został przyjęty do Wojska Polskiego i w listopadzie 1918 uczestniczył w obronie Lwowa w trakcie wojny polsko-ukraińskiej. Został awansowany na stopień porucznika piechoty ze starszeństwem z 1 września 1921. W latach 20. był oficerem 40 Pułku Piechoty we Lwowie. W styczniu 1924 został przydzielony do Powiatowej Komendy Uzupełnień Kamionka Strumiłowa na stanowisko oficera instrukcyjnego. W kwietniu 1925 został przydzielony z PKU Kamionka Strumiłowa do macierzystego pułku z pozostawieniem w Korpusie Ochrony Pogranicza. W 1928 w dalszym ciągu pełnił służbę w KOP. W 1932 był w dyspozycji szefa Departamentu Piechoty Ministerstwa Spraw Wojskowych. W 1934 został przeniesiony do Sztabu Głównego. Następnie został przeniesiony do dyspozycji szefa Biura Personalnego MSWojsk. Na stopień kapitana został mianowany ze starszeństwem z 1 stycznia 1936 i 112. lokatą w korpusie oficerów piechoty.
W latach 30. pracował w Ministerstwie Spraw Zagranicznych. Od 1 lipca 1935 do 31 marca 1936 pracował w Konsulacie w Wiedniu. Od 1 kwietnia 1936 umysłowym pracownikiem kontraktowym poselstwa RP w Budapeszcie, gdzie 1 lipca 1936 objął stanowisko attaché honorowego. W latach 1936−1940 jako kapitan kierował polskim wywiadem na Węgrzech. Po 17 września 1939 został tytularnym II sekretarzem Poselstwa RP w Budapeszcie. Po zniesieniu urzędu attaché wojskowego w sierpniu 1940 wraz z ppłk. dypl. Janem Emisarskim i mjr. Tadeuszem Bastgenem wyjechali z Węgier na Bliski Wschód.
Po zakończeniu II wojny światowej w stopniu majora objął funkcję oficera łącznikowego do spraw ewakuacji Polaków z Afryki wschodniej przy brytyjskim dowództwie w Nairobi. Później udał się do Johannesburga w Południowej Afryce i zajmował się nadzorem nad planowaną ewakuacją ludności polskiej do Wielkiej Brytanii. Był działaczem polonijnym w Johannesburgu. Pełnił stanowisko prezesa Zjednoczenia Osadników Polskich w Afryce Południowej. Publikował w paryskim kwartalniku emigracyjnym „Zeszyty Historyczne” (pod pseudonimem „ERKA”). Pisywał także do londyńskich „Wiadomości”. Do końca życia pozostawał w stopniu podpułkownika piechoty. Zmarł po ciężkiej chorobie 23 lutego 1973 w Johannesburgu.

## Ordery i odznaczenia
- Złoty Krzyż Zasługi (15 czerwca 1939)[27]
- Srebrny Krzyż Zasługi (22 maja 1939)[28]